# Poporul ales
Expresia biblică Poporul ales se găsește în Vechiul Testament în următoarele capitole:
- Geneza 11 (31)
- Geneza 12 (7)
- Geneza 13 (14-17)
- Geneza 15 (18-21)
- Geneza 17 (1-8)
- Geneza 17 (15-16)
- Geneza 21 (1-5):
- Geneza 32 (28)
- Exodul 19 (3-6)
- Exodul 23 (27-31)
- Leviticul 20 (24)
- Deuteronomul 5 (1-3)
- Deuteronomul 6 (10-11)
- Deuteronomul 6 (10-11)
- Deuteronomul 7 (16-24)
- Deuteronomul 11 (22-25)
- Deuteronomul 26 (18-19)
- Deuteronomul 28 (9,10,13)
- Isaia 60 (10-12)
- Amos 3 (2)